# Іран на зимових Олімпійських іграх 1964
Іран на зимових Олімпійських іграх 1964 року, які проходили в австрійському місті Інсбрук, був представлений 4 спортсменами (усі чоловіки) в одному виді спорту: гірськолижний спорт. Прапороносцем на церемонії відкриття Олімпійських ігор був гірськолижник Ованес Мегурдонян.
Іран вдруге взяв участь у зимових Олімпійських іграх. Іранські спортсмени не здобули жодної медалі.

## Учасники
За видом спорту і статтю
| Вид спорту          | Чоловіки | Жінки | Разом |
| ------------------- | -------- | ----- | ----- |
| Гірськолижний спорт | 4        | 0     | 4     |
| Разом               | 4        | 0     | 4     |

## Гірськолижний спорт
| Спортсмен           | Дисципліна                   | Кваліфікаційний спуск 1 | Кваліфікаційний спуск 1 | Кваліфікаційний спуск 2 | Кваліфікаційний спуск 2 | Фінал      | Фінал      | Фінал      | Місце |
| Спортсмен           | Дисципліна                   | Час                     | Місце                   | Час                     | Місце                   | Спуск 1    | Спуск 2    | Разом      | Місце |
| ------------------- | ---------------------------- | ----------------------- | ----------------------- | ----------------------- | ----------------------- | ---------- | ---------- | ---------- | ----- |
| принц Карім Ага-хан | слалом, чоловіки             | 1:11.92                 | 67                      | 1:01.68                 | 30                      | не пройшов | не пройшов | не пройшов | 55    |
| принц Карім Ага-хан | гігантський слалом, чоловіки |                         |                         |                         |                         | 2:13.57    | 2:13.57    | 2:13.57    | 53    |
| принц Карім Ага-хан | швидкісний спуск, чоловіки   |                         |                         |                         |                         | 2:42.59    | 2:42.59    | 2:42.59    | 59    |
| Фейзолла Бандалі    | слалом, чоловіки             | 1:05.60                 | 56                      | 1:03.80                 | 37                      | не пройшов | не пройшов | не пройшов | 62    |
| Фейзолла Бандалі    | гігантський слалом, чоловіки |                         |                         |                         |                         | 2:21.05    | 2:21.05    | 2:21.05    | 65    |
| Фейзолла Бандалі    | швидкісний спуск, чоловіки   |                         |                         |                         |                         | 2:52.44    | 2:52.44    | 2:52.44    | 66    |
| Лотфолла Кіашемшакі | слалом, чоловіки             | 1:08.47                 | 62                      | дискваліфікований       | дискваліфікований       | не пройшов | не пройшов | не пройшов | —     |
| Лотфолла Кіашемшакі | гігантський слалом, чоловіки |                         |                         |                         |                         | 2:17.11    | 2:17.11    | 2:17.11    | 60    |
| Лотфолла Кіашемшакі | швидкісний спуск, чоловіки   |                         |                         |                         |                         | 2:50.70    | 2:50.70    | 2:50.70    | 65    |
| Ованес Мегурдонян   | слалом, чоловіки             | не фінішував            | не фінішував            | 1:04.38                 | 40                      | не пройшов | не пройшов | не пройшов | 65    |
| Ованес Мегурдонян   | гігантський слалом, чоловіки |                         |                         |                         |                         | 2:19.28    | 2:19.28    | 2:19.28    | 64    |
| Ованес Мегурдонян   | швидкісний спуск, чоловіки   |                         |                         |                         |                         | 2:57.10    | 2:57.10    | 2:57.10    | 69    |